# 朱安潪
潁川安惠王朱安潪（15世紀—1523年），明朝周藩潁川王府鎮國將軍，追封潁川王，潁川榮莊王朱同𨭖的庶長子。

## 生平
弘治十三年（1500年）七月，獲賜名安潪。朱安潪初封鎮國將軍。嘉靖二年（1523年），朱安潪去世。
嘉靖十四年（1535年）十二月，朱安潪的庶長子朱睦棌襲封潁川王。朝廷後追封朱安潪為潁川王，賜諡安惠。

## 家庭

### 妾
- 丘氏，生朱睦棌[4]

### 子
- 庶長子：潁川恭順王朱睦棌